# Hełmówka mączna
Hełmówka mączna (Galerina uncialis (Britzelm.) Kühner) – gatunek grzybów należący do rodziny podziemniczkowatych (Hymenogastraceae).

## Systematyka i nazewnictwo
Pozycja w klasyfikacji według Index Fungorum: Galerina, Hymenogastraceae, Agaricales, Agaricomycetidae, Agaricomycetes, Agaricomycotina, Basidiomycota, Fungi.
Po raz pierwszy takson ten zdiagnozował w 1890 roku Max Britzelmayr, nadając mu nazwę Agaricus uncialis. Obecną, uznaną przez Index Fungorum nazwę, nadał mu w 1935 roku Robert Kühner. Synonimy:
- Agaricus uncialis Britzelm. 1890
- Naucoria uncialis (Britzelm.) Sacc. 1895

Nazwę polską zaproponował Władysław Wojewoda w 2003 r.

## Morfologia
Kapelusz grzyba
O średnicy 1,8–2 cm, wypukły, żółtawobrązowy, nieco ciemniejszy w środku.
Blaszki grzyba
Zbiegające ząbkiem, dość gęste, o drobno ząbkowanych ostrzach.
Trzon grzyba
O wysokości 1,5–2 cm, średnicy 2 mm, cylindryczny, nieco szerszy u podstawy. Powierzchnia powyżej strefy pierścieniowej białożółtawa, poniżej żółtawobrązowa. U podstawy biała, watowata grzybnia. Pierścień błoniasty, od zarodników wybarwiający się na rdzawobrązowo.
Miąższ
Bez wyraźnego zapachu i smaku.
Cechy mikroskopowe
Podstawki cylindryczne do maczugowatych, dwuzarodnikowe, ze sprzążkami bazalnymi, o rozmiarach (26,3–) 27–34 (–34,9) × (7–) 7,2–8,5 (–8,6) μm. Zarodniki migdałkowate, drobno brodawkowate, amyloidalne, bez wyraźnej pory rostkowej. Cheolocystydy baryłkowate, liczne. Pleurocystyd brak. System strzępkowy monomityczny. Strzępki skórki kapelusza równoległe, bez przegród.

## Występowanie i siedlisko
Hełmówka mączna znana jest w niektórych tylko krajach Europy. W piśmiennictwie naukowym na terenie Polski do 2003 r. podano jedno tylko stanowisko (Babiogórski Park Narodowy, 1979), ale w późniejszych latach podano wiele następnych. Jej rozprzestrzenienie w Polsce i stopień zagrożenia nie są znane. Nowsze stanowiska podaje także internetowy atlas grzybów. Zaliczona w nim jest do gatunków zagrożonych i wartych objęcia ochroną.
Grzyb saprotroficzny występujący w lasach iglastych na martwych pniach i gałęziach świerka pospolitego.